# Gängparagrafen
Gängparagrafen, danska: Bandeparagraffen, är en informell benämning på § 81 a i den danska lagstiftningen (straffeloven), som trädde i kraft den 1 juli 2009. Paragrafen innebär att straffet för ett brott kan skärpas, i vissa fall fördubblas, om gärningen har samband med en pågående konflikt mellan grupper där det förekommer våld, vapen, sprängämnen eller anlagda bränder. 
Bestämmelsen är utformad för att bekämpa organiserad brottslighet, särskilt i form av gängvåld, och kan tillämpas även om den åtalade inte formellt tillhör en kriminell organisation. Det centrala är om gärningen kan kopplas till en aktiv konflikt mellan två eller flera grupper. Syftet är att skärpa reaktioner på brott som begås i en kontext där allmänheten utsätts för ökad fara, till exempel i offentliga miljöer eller bostadsområden.  

## Historik
Danmark inledde 1975 förebyggande insatser för att förbättra insatserna för utsatta unga i Danmark. 2007 trädde en kommun- och polisreform in som hade i syfte att samordna insatser mot kriminella. År 2009 infördes den första bandeparagraffen, som innehöll skärpt straff för gängkriminella.Detta följdes av den andra och tredje bandeparagraffen som kom år 2013 respektive 2017. Den andra och tredje hade nytt fokus på nyrekryteringen och att bryta den. 
Paragrafen infördes som en del av ett större politiskt initiativ för att motverka våld mellan rivaliserande kriminella nätverk i Danmark. Den var en av huvudpunkterna i den första så kallade “Bandepakken”, ett lagstiftningspaket som bland annat fokuserade på strängare straff och ökade befogenheter för rättsväsendet i kampen om gängkriminalitet.  
Sedan dess har Bandeparagraffen reviderats och stärkts flertalet gånger. År 2023 infördes bland annat ytterligare åtgärder genom en ny “bandepakke”, där straffen för våldsbrott inom gängmiljöer skärptes ytterligare. Paketet möjliggjorde också uppehållsförbud i specifika områden för personer med anknytning till kriminella nätverk. Dessa tillfälliga förbud syftar till att hindra individer från att vistas i särskilt utsatta områden där deras närvaro kan bidra till att eskalera våld eller skapa otrygghet. Bandepaketet innehöll även en utökad möjlighet för polisen att visitera personer i dessa områden, samt ökade resurser till särskilda gängenheter inom rättsväsendet. 

## Användning

### Livstid för dråp
Bandeparagraffen kan tillämpas på personer från 15 år. Ett uppmärksammat exempel är dubbelmordet i Herlev 2019, där fem medlemmar ur den svenska  gänget Dödspatrullen dömdes i Danmark.  De sköt ihjäl två män som tillhörde det rivaliserande gänget Shootaz i Danmark. De två yngsta, som var 17 år vid brottstillfället, fick 20 års fängelse och resterande fick livstid.  I Sverige hade troligtvis de två 17-åringarna fått betydligt kortare straff på grund av den svenska ungdomsrabatten, som inte finns i Danmark. 

### Rättslig tillämpning
För att bandeparagraffen ska kunna tillämpas krävs det att brottet har begåtts som en del i en konflikt mellan grupper där våld eller hot mot våld används systematiskt. Exempel på sådana medel är skjutvapen, brandbomber eller andra farliga redskap. Det är inte ett krav att gärningspersonen är medlem i ett gäng, men domstolen måste kunna fastställa ett tydligt samband mellan brottet och konflikten. 

## Kritik
Trots sitt brottsförebyggande syfte har bandeparagrafen kritiserats från fler håll. Jurister och rättsorganisationer har påpekat risken för rättsosäkerhet, eftersom det kan vara svårt att juridiskt definiera vad som utgör konflikt mellan grupper. Kritiken menar också att individer som endast har begränsad eller indirekt koppling till en sådan konflikt kan komma att dömas till oproportionerligt hårda straff. 
Andra har lyft oro för att paragrafen kan användas godtyckligt eller i situationer där underlaget för en väpnad konflikt är bristfälligt dokumenterad. Det har även rests frågor om huruvida lagen diskriminerar vissa bostadsområden och sociala grupper, då den ofta tillämpas i socioekonomiskt utsatta miljöer. Regeringen har dock försvarat lagen med hänvisning till dess avskräckande effekt och behovet av att skydda samhället från gängvåld.